# Berliet GPS
Der Berliet GPS war ein vom französischen Kraftfahrzeughersteller Berliet in Lyon ab 1929 in mehreren Varianten als Haubenhergestelltes dreiachsiges Fahrgestell für schwere Lkw und Omnibusse.

## Geschichte und Technik
Der Berliet GPS (das P stand für „dreiachsig“, das S für „surbaisse“ = tiefergelegt) war ein Fahrgestell mit 6×2- oder 6×4-Antrieb, besonders geeignet für Omnibus-Aufbau. Er erhielt Ende Januar 1929 seine allgemeine Betriebserlaubnis. Er wurde in verschiedenen Varianten bis 1934 gebaut. Er hatte einen Sechszylinder-Ottomotor des Typs MKU110 mit 110 mm Bohrung und 140 mm Hub, woraus sich ein Hubraum von 7983 cm³ errechnet. Das Fahrzeug war steuerlich mit 30 CV eingestuft, die bei 2150/min abgegebene effektive Höchstleistung wird – damaliger Sitte in Frankreich folgend – in den Quellen nicht angegeben. Das Chassis war 8,745 m lang, der Radstand betrug 5,435 + 1,11 m, die Spur vorne 2,00 und hinten 2,032 m. Die Reifen hatten die Größe 270×20, die Höchstgeschwindigkeit betrug 62 km/h. Bezüglich der übrigen technischen Daten wird auf die Info-Box verwiesen. Über die gebaute Stückzahl ist nichts überliefert.

### GPSL 8
Der GPSL 8 war eine Variante aus dem Jahr 1934. Er hatte einen Sechszylinder-Dieselmotor des Typs MDC mit 110 mm Bohrung und 150 mm Hub, woraus sich ein Hubraum von 8553 cm³ errechnet. Steuerlich war das Fahrzeug mit 23 CV eingestuft, der Motor leistete seine Höchstleistung von 80 PS bei 1600/min. Das Eigengewicht des Chassis ohne Aufbauten betrug 6300 und die Nutzlast 8000 kg. 1934 wurden zwei Stück gebaut.

### GPSL 10
Auch der GPSL 10 war eine Variante aus dem Jahr 1934. Er hatte einen Sechszylinder-Dieselmotor des Typs MDE mit 120 mm Bohrung und 160 mm Hub, woraus sich ein Hubraum von 10.857 cm³ errechnet. Steuerlich war das Fahrzeug mit 29 CV eingestuft, der Motor leistete 100 PS bei 1600/min. Das Eigengewicht des Chassis ohne Aufbauten war auf 6500 kg gestiegen, die Nutzlast betrug nach wie vor 8 Tonnen. 1934 wurden zwei Stück auch von dieser Variante gebaut.

### Originalquellen
Eine Publikation, in der alle vor 1945 gebauten Berliet-Typen individuell abgehandelt wären, gibt es nicht. Neben der unten erwähnten Literatur wurde auf folgende in der Fondation Berliet verwahrte Originalunterlagen zurückgegriffen:
- „Fiches des Mines“: Es handelt sich um die Unterlagen zur Erteilung einer allgemeinen Betriebserlaubnis, hierfür ist in Frankreich der „Inspecteur des mines“ sachlich zuständig. Diese Unterlagen sind chronologisch geordnet und nummeriert. Nicht zu jedem Typ bzw. Variante gibt es entsprechende Unterlagen, teils, weil sie wohl als Untervarianten eines Typs verstanden wurden, für den eine gesonderte Erlaubnis nicht erforderlich war, teils wohl, weil diese Unterlagen im Laufe der letzten 100 Jahre verlorengegangen sind. Bei Militärtypen gibt es Hinweise, dass eine Betriebserlaubnis direkt durch militärische Dienststellen erfolgte, was entsprechende „fiches des mines“ überflüssig machte. Die Quellenbezeichnung lautet: „Fiches No....“
- „Etat des véhicules utilitaires et autobus declares aux mines depuis 1920“, eine 15-seitige Zusammenstellung vom 1. Dezember 1941, enthält insbesondere die reservierten Chassisnummernbänder, die jedoch vielfach nicht vollständig ausgeschöpft wurden, einige Typen bzw. Varianten werden nicht erwähnt, Quellenbezeichnung lautet: „Etat S...“
- „Nombre de véhicules construits de 1930 à 1942“, siebenseitige Zusammenstellung der zwischen 1930 und 1942 gebauten Stückzahlen an Nutzfahrzeugen, erstellt wohl 1943, erste Seite teilweise irreparabel verderbt, teilweise werden mehrere Typen bzw. Varianten zusammengefasst, Quellenbezeichnung lautet: „Nombre S....“

### Sonstige Literatur
- Monique Chapelle: Berliet. 1. Auflage. EMCE, Saint-Chamond 2016, ISBN 978-2-35740-049-8.
- Christophe Puvilland: Berliet 1905–1978, toute la gamme omnibus, autocars, autobus et trolleybus. 1. Auflage. histoire&collections, Paris 2008, ISBN 978-2-35250-059-9.
- François Vauvillier: Tous les Berliet militaires 1914–1940, vol.1: les camions. histoire&collections, Paris 2019, ISBN 978-2-35250-496-2.